# QtWeb
QtWeb è un browser web gratuito e open source  sviluppato da LogicWare & LSoft Technologies. Non riceve aggiornamenti dal 2013. QtWeb è basato sul motore di rendering WebKit incorporato nel framework Qt.

## Caratteristiche
- Blocco annunci (funzione AdBlock) [3]
- Gestore dei download BitTorrent [4]
- Segnalibri (possono essere importati segnalibri e alias) [5]
- Scorciatoia da tastiera personalizzabili [4]
- Motori di ricerca personalizzabili [4]
- User Agent personalizzabile (Firefox, Internet Explorer, Safari, Chrome) [4][6]
- Gestore dei download [7]
- Modalità privacy [4][5]
- Blocco pop-up [4]
- Disponibile in versione portatile [2][5]
- Salvataggio di siti web in formato PDF [4][5]
- Navigazione a schede [2]
- Web Inspector per il debug, la modifica e il monitoraggio delle pagine Web [2][7]